# Idaea granadaria
Idaea granadaria là một loài bướm đêm trong họ Geometridae.